# Георг Хайм
Георг Хайм (на немски: Georg Heym) е германски поет, драматург и белетрист, роден в Хиршберг, Силезия в семейството на юрист, страдащ от чести пристъпи на меланхолия.

## Живот и творби
По настояване на религиозния си баща Хайм следва право във Вюрцбург, Берлин и Йена и започва работа като стажант в съда. В Берлин се сближава с експресионистичния „Нов клуб“ и започва да изучава синология в семинар по ориенталистика. Тогава създава емблематичните си стихотворения „Богът на града“ (1910) и „Войната“ (1911) и публикува единствената си издадена приживе стихосбирка „Вечният ден“  (1911). При пързаляне върху леда на река Хафел при Шваненвердер прави опит да спаси свой потънал приятел-поет и сам се удавя. Посмъртно излизат стихосбирките на Георг Хайм „Umbra Vitae“ [Сянката на живота] (1912) и „Маратон“ (1914).

## Експресионизъм
Георг Хайм, наред с Ернст Щадлер и Георг Тракл, е сред най-ярките поети на ранния експресионизъм. Неговата изградена с богата метафорика поезия е школувана от образците на Хьолдерлин, Вийон, Бодлер, Рембо, Верлен и Верхарен. Георг Хайм е изпълнен с отвращение от неоромантическия култ към красотата, псевдогероизма и шовинизма, характерни за Вилхелминската епоха. Стиховете му, обладани от униние и предчувствия за смъртта, възпяват „демона“ на големия град в неговата многоликост като символ на опустошението и покрусата на модерния човек, прогонен и изоставен от природния живот. Поетът предусеща задаващата се Първа световна война, предвещаваща непреодолим хаос и всеобща гибел.

## Влияние
Неголямото по обем творчество на Георг Хайм оказва мощно влияние върху редица немски поети като Готфрид Бен, Йоханес Р. Бехер, Бертолт Брехт, Щефан Хермлин, Ханс Магнус Енценсбергер и др.
Душата ми
 На Голо Ганги

Душата ми е зла змия,

Тя мъртва е като дърво,

Понякога сред есента,

В безлиственото зарево,

Аз от прозореца излитам

В небето с падащи звезди

И над цветята и тревите

Под стенещия нощен вятър

Челото ми сред тях блести.

1911